# Gnypeta crebrepunctata
Gnypeta crebrepunctata es una especie de escarabajo del género Gnypeta, tribu Oxypodini, familia Staphylinidae. Fue descrita científicamente por Casey en 1886.
Se distribuye por América del Norte: Estados Unidos. Es un escarabajo de alas pequeñas y la longitud de su cuerpo es de aproximadamente 2,7-3,0 milímetros de longitud.